# Astrocaryum triandrum
Astrocaryum triandrum là loài thực vật có hoa thuộc họ Arecaceae. Loài này được Galeano-Garces, R.Bernal & F.Kahn mô tả khoa học đầu tiên năm 1988.